# Nexus Q
Le Nexus Q est un appareil de divertissement multimédia en streaming de forme sphérique appartenant à la famille des produits Google Nexus. L'appareil tourne sous Android et s'utilise via Google Play. Présenté par Google en juin 2012, il sera disponible aux États-Unis à 299 dollars. Cependant, Google annonce en janvier 2013 l'abandon définitif du projet Nexus Q.

## Histoire
Le Nexus Q fut originellement annoncé le 27 juin 2012 à une conférence organisée lors du Google I/O 2012. Les prototypes du produit, nommés Projet Tungsten, avait une forme rhomboïde.